# Пушкин, Григорий Григорьевич Сулемша
Григорий Григорьевич «Сулемша» Пушкин (ум. до 1626) — городовой и полковой воевода, сын дворянина Григория Ивановича Пушкина. Представитель дворянского рода Пушкиных.

## Биография
В 1571 году Григорий Григорьевич Пушкин служил городовым воеводой. В 1572 году участвовал в походе царя Ивана Васильевича Грозного на Ливонию. В 1581/1582 году во время нападения польского короля Стефана Батория на русские земли Г. Г. Пушкин попал в плен. Но вскоре после обмена пленными был освобожден и продолжил воеводскую службу.
В 1591 году Григорий Григорьевич Пушкин был назначен «приставом» при литовских послах. После этого его отправили в Смоленск на строительство там крепостных стен. По распоряжению царя Фёдора Иоанновича руководителем всех строительных работ был назначен окольничий Иван Михайлович Бутурлин. Г. Г. Пушкин в чине головы подчинялся князю В. Г. Щербатову.
В 1606-1607 годах Григорий Григорьевич Пушкин участвовал в боях с болотниковцами. В декабре 1606 года вместе с воеводой С. Г. Ододуровым был послан усмирять мятеж в поволжских городах Муроме, Арзамасе и Алатыре. К февралю 1607 года воеводам удалось арестовать зачинщиков мятежа и убедить местных жителей принести присягу на верность царю Василию Шуйскому. После этого воеводы Семён Ододуров и Григорий Пушкин выступили в поход на Серебряные Пруды, где царские воеводы, князь А. В. Хилков и Б. М. Глебов, вели тяжелые бои и болотниковцами. Общими усилиями город был взят, а затем царское войско разбило под Серебряными Прудами опоздавшее на выручку города повстанческое войско. После этого Григорий Григорьевич Пушкин отправил в Москву с вестью находящегося у него в подчинении князя Д. П. Пожарского. Попытка развить успех, предпринятая царскими воеводами, не увенчалась успехом. Войско было разгромлено в битве под Дедиловом.
В июне 1607 года Григорий Григорьевич Пушкин Сулемша, будучи вторым воеводой большого полка (после князя Андрея Васильевича Голицына), участвовал в битве на реке Восьме, под Каширой. На помощь полкам А. В. Голицына и Г. Г. Пушкина прибыли из Рязани князь Б. М. Лыков-Оболенский, Ф. Ю. Булгаков-Денисьев и П. П. Ляпунов. Царские воеводы разгромили мятежников и преследовали их более тридцати верст. Победители взяли в качестве трофеев знамёна, оружие, палатки. 1800 мятежников были взяты в плен. За эту победу Г. Г. Пушкин вместе с другими воеводами получил в награду от царя золотую монету. Затем из-под Каширы царские воеводы выступили под Тулу, где укрывался сам Иван Болотников, и блокировали город. Григорий Пушкин участвовал в осаде царской армией Тулы.
В апреле 1608 года Григорий Пушкин был направлен в составе царской армии под Болхов, против Лжедмитрия II. Г. Г. Пушкин был назначен вторым воеводой сторожевого полка (при князе Иване Семёновиче Куракине). Григорий Пушкин затеял местнический спор с боярином Михаилом Нагим, вторым воеводой передового полка. Разрядный приказ выдал Григорию Пушкину «невместную грамоту», означавшую, что в споре с М. А. Нагим он был прав. В бою под Болховом царская армия потерпела полное поражение из-за неслаженных действий главных военачальников, князей Д. И. Шуйского и В. В. Голицына.
После этого царь Василий Шуйский отправил войско на Коломенскую дорогу, чтобы создать заслон против войска литовского полковника Александра Лисовского, союзника самозванца. Григорий Пушкин Сулемша был назначен вторым воеводой большого полка после князя Ивана Семёновича Куракина. Однако с ним тогда стали местничать князья Григорий Константинович Волконский и Фёдор Иванович Мерин-Волконский, назначенные вторыми воеводами передового и сторожевого полков. Григорий Пушкин проиграл местнический спор.
В июле 1610 года после свержения царя Василия Шуйского временное боярское правительство «Семибоярщина» отправило Григория Григорьевича Пушкина воеводой В Погорелое Городище, чтобы организовать заслон против продвигавшихся к Москве польских войск под командованием коронного гетмана Станислава Жолкевского. Однако уже в августе был подписан договор с польским командованием о возведении на русский царский трон королевича Владислава Вазы. Поэтому Г. Пушкину не пришлось оборонять город.
В 1611 году Григорий Григорьевич Пушкин Сулемша был назначен одним из воевод в Вологде. В следующем 1612 году он выдержал там нападение казаков и оставался в городе до 1613 года включительно.
В 1616 году царь Михаил Фёдорович назначил Григория Пушкина воеводой в Ярославль. Здесь он находился до 1618 года.
До 1626 года воевода Григорий Григорьевич Пушкин Сулемша скончался, оставив после себя двух сыновей. Дети: Борис Григорьевич Пушкин (ум. после 1638), стольник (1611), дворянин московский (1627) и воевода; Иван Григорьевич Пушкин (ум. 1634), стряпчий с платьем (1611), дворянин московский (1627).